# Newstead (Scottish Borders)
Newstead ist eine Ortschaft in der schottischen Council Area Scottish Borders und der traditionellen Grafschaft Roxburghshire. Sie liegt rund acht Kilometer südöstlich von Galashiels und 16 Kilometer nordwestlich von Jedburgh am rechten Ufer des Tweed.

## Geschichte
Bei der römischen Dere Street handelte es sich um die bedeutendste, in Nord-Süd-Richtung verlaufende Römerstraße auf Großbritannien. Diese querte direkt östlich des heutigen Newstead, etwa am Standort des Leaderfoot Viaducts, den Tweed. Nahe der Querung befand sich das römische Militärlager Trimontium, weshalb zahlreiche Funde aus römischer Zeit in Newstead und Umgebung verzeichnet sind. Im westlich gelegenen Melrose befand sich die bedeutende, aus dem 12. Jahrhundert stammende Zisterzienserabtei Melrose Abbey, die auf eine Klostergründung aus dem 6. Jahrhundert zurückgeht.
1871 wurden 315 Einwohner in Newstead gezählt. Im Rahmen der Zensuserhebungen 1961 wurde eine Abnahme der Einwohnerzahl auf 165 festgestellt, wohingegen zehn Jahre später 171 Personen gezählt wurden.

## Verkehr
Die Ortschaft ist an der A6091 gelegen, welche die A68 im Osten über Melrose und Tweedbank mit der A7 bei Galashiels verbindet. Die North British Railway schloss Newstead in der Mitte des 19. Jahrhunderts mit einem eigenen Bahnhof an das Schienennetz an. Dieser wurde, bis zu deren Schließung in den 1960er Jahren, von Zügen auf der Waverley Line bedient. Der in den 1860er Jahren errichtete, östlich gelegene Leaderhall Viaduct führte außerdem die aus Reston kommende Berwickshire Railway über den Tweed bis ins südlich gelegene St Boswells.